# Le Repos au bord d'un ruisseau. Lisière de bois
Le Repos au bord d'un ruisseau. Lisière de bois est un tableau d'Alfred Sisley. Il se trouve actuellement au musée d'Orsay au 2e étage dans la section 29 (collection Moreau-Nélaton) et a été acquis en 1906 par don d'Étienne Moreau-Nélaton.